# Ostres Gillardeau
Les ostres Gillardeau és una marca d'ostres comestibles produïdes per l'empresa familiar Gillardeau, fundada el 1898 a la localitat de Bourcefranc-le-Chapus, davant per davant de l'illa Oléron, al departament de la Charanta Marítima.
Actualment, Gillardeau produeix aproximadament la meitat de les seves ostres a Normandia, prop de la platja Utah, i l'altra meitat al comtat de Cork, a Irlanda. També obté part de la producció del comtat de Kerry, on les aigües són més netes, hi ha menys paràsits i menys contaminació agrícola i ramadera, i la zona és més fàcil de conrear amb tractors.